# بخت عاشقان
بخت عاشقان (انگلیسی: Lover's Luck) یک فیلم کوتاه کمدی به کارگردانی و بازیگری راسکو آرباکل است که در سال ۱۹۱۴ منتشر شد.

## گزیدهٔ بازیگران
- راسکو آرباکل
- مینتا دارفی
- اَل سنت جان
- جوزف سوئیکارد
- فیلیس آلن
- فرانک هیز
- اسلیم سامرویل
- آلیس هاول
- لوک